# 紅色ノ狂宴
『紅色ノ狂宴』（あかいろのうたげ）は、2001年にアアルが発売したアダルトゲームである。タイトルの振り仮名は「ア・カ・イ・ロ・ノ・ウ・タ・ゲ」と表記されている。

## あらすじ
主人公・来生悠弥は自堕落な日々を過ごしていた。ある日、兄・圭介から「最近は物騒だから」ということを理由に屋敷の留守番を任される。屋敷には思いを寄せていた兄嫁・藍華、その妹のくるみ、メイドの菫、謎が多い妖艶な女性・葵がいた。悠弥は彼女達に接していくうちに毎晩おかしな夢を見るようになる。実は悠弥には自身にも知られざる秘密が隠されていた。

## 登場人物
来生悠弥（きすぎ ゆうや）
176cm / 71kg。
本作の主人公。24歳。過去に様々な経緯があって自堕落な日々を過ごしている。容姿は実年齢より若く見える。
酒の好みは日本酒であり、いくら飲んでも酔わない。ただし、それ以外は酔いやすい。そのためか、身長の平均的な体重が重く設定されている。
蓬莱圭介（ほうらい けいすけ）
180cm / 67kg。
悠弥の兄。出張の間に悠弥に留守番を任せる。
蓬莱藍華（ほうらい あいか）
162cm / 48kg / B85/W57/H82。
圭介の妻。かつて悠弥が思いを寄せていた。
ワインを嗜んでいるが、酒癖は非常に悪く、酒が入ると酔いやすく愚痴をこぼす。
蓬莱くるみ（ほうらい - ）
142cm / 28kg。
藍華の年の離れた義妹。悠弥と出会って間もなく「お兄ちゃん」と慕ってくる。何故かいつも家に居る。
御堂葵（みどう あおい）
165cm / 49kg / B88/W59/H91。
蓬莱家に祖父の代から訳あって居候している妖艶な女性。初対面にも関わらず、何かと悠弥にちょっかいをかけてくる。それは好意であるかどうかは不明。年齢は本人曰く1000歳（酒に酔って答えたもの）。30代からは数えなくなったらしい。酒の好みは日本酒が一番肌に合う。
九条菫（くじょう すみれ）
152cm / 35kg / B78/W53/H72。
蓬莱家に仕えるメイド。中卒。年齢は悠弥曰く、悠弥と同じくらいか1つ下。葵との何らかの縁を通じて現在にいたる。くるみとは仲良し。
葉月美里（はづき みさと）
158cm / 42kg / B102/W57/H92。
悠弥の大学時代からの悪友にしてセックスフレンド。性格は悪戯好きな小悪魔系。100cm超の巨乳。
悠弥の家に遊びに来ては二人きりで酒盛りやセックスを楽しむ（俗に言えば、通い妻のようで半ば同棲のようなもの）。悠弥が圭介に留守番依頼された際には悠弥の家の留守番を担う。
実は会社社長の令嬢であり、彼女が幼い頃に父親が一発当てて小金持ちとなり、現在は父親のコネにより会社でOLをしている。勘が強く、悠弥の考えていることが何でも分かってしまったり、占いも百発百中という恐るべき勘の持ち主。悠弥のことは満更でもないようだが、結婚までは考えていない。しかし、ルートによっては悠弥と結婚することになり、彼女のルートでは全ヒロイン中、唯一ハッピーエンドを迎える。悠弥とのセックスはスポーツ感覚で楽しむ。
シナリオライターの美汐優の友人曰く、美汐優によく似ているという（美汐優のサイト「紅色ノ狂宴」制作日記より）。